# Homer Plessy
Homer Plessy (Nova Orleans, 7 de março de 1862 – Nova Orleans, 1º de março de 1925) foi um sapateiro e corretor de seguros estadunidense de origem creole que se tornou notável por ter sido o querelante no caso da Suprema Corte dos Estados Unidos conhecido como Plessy v. Ferguson. Preso, julgado e condenado em Nova Orleans por violar uma das leis de segregação racial do estado da Louisiana, ele apelou nos tribunais do estado até chegar a Suprema Corte. O resultado no tribunal máximo do país, que gerou a política de "separados, mas iguais" contra os afro-americanos, teve grandes consequências para os direitos civis dos negros nos Estados Unidos. A decisão legalizou a segregação racial no nível estatal nos Estados Unidos, desde que as instalações previstas para ambos brancos e negros fossem putativamente "iguais".
Plessy nasceu no Dia de São Patrício de 1862, quando as tropas federais de ocupação – lideradas pelo general Benjamin Franklin Butler – haviam libertado os afro-americanos de Nova Orleans. Os negros podiam se casar com quem quisessem, se sentar em qualquer banco nos bondes, e e frequentar escolas racialmente integradas. Na vida adulta, Plessy viu esses ganhos do período de ocupação federal da Guerra de Secessão (1862–1865) e posterior era de Reconstrução serem abolidos após a retirada das tropas em 1877 por ordem do então presidente dos Estados Unidos, Rutherford B. Hayes.
Em qualquer outro dia de 1892, Plessy – com sua cor de pele pálida – poderia ter andado no bonde restrito a passageiros brancos sem ser notado. Ele era classificado como "7/8 branco" ou como um octoroon, de acordo com a linguagem da época. Embora seja muitas vezes entendido que Plessy tinha apenas uma avó de ascendência africana, ambos seus pais são identificados como "negros livres" em sua certidão de nascimento. Com a esperança de derrubar as leis segregacionistas, o Comitê dos Cidadãos (Comité des citoyens) de Nova Orleans recrutou Plessy para que violasse a lei de 1890 que separava brancos e negros no transporte público. O Comitê avisou previamente a empresa que controlava a estrada de ferro – que se opunha à lei por esta exigir a adição de mais vagões para seus trens – da intenção de Plessy.
Em 7 de junho de 1892, Plessy comprou um bilhete de primeira classe para o trem que ia de Nova Orleans para Covington, sentou-se no vagão para os passageiros brancos e apenas o condutor lhe perguntou se ele era um homem negro. O Comitê contratou um detetive particular, com poderes de prisão, para retirar Plessy do trem na esquina das ruas Press e Royal, para garantir que ele fosse acusado criminalmente de violar a lei estadual de vagões separados para brancos e negros. Tudo o que o Comitê havia tramado ocorreu conforme o planejado, exceto a rejeição final da causa em 1896 pela Suprema Corte. Até então, a composição da Suprema Corte tinha ganhado uma inclinação mais segregacionista, e o Comitê sabia que seria provável perder a ação. Mas os membros do Comitê decidiram por levar a ação adiante mesmo assim.

## Biografia
Homer Plessy nasceu como Homère Patrice Plessy em 17 de março de 1862 em Nova Orleans – menos de três meses após a publicação da Proclamação de Emancipação por Abraham Lincoln. Seus pais eram Joseph Adolphe Plessy e Rosa Debergue, membros do grupo de negros livres da cidade. Seu avô paterno era Germain Plessy, um francês nascido em Bordeaux por volta de 1777. Germain fugiu para Nova Orleans após a rebelião de escravos liderada por Toussaint Louverture, que libertaria o Haiti do domínio francês a partir de 1791. Germain Plessy se casaria com Catherine Mathieu, uma mulher negra livre, e juntos eles teriam oito filhos, incluindo o pai de Homer Plessy, Joseph Adolphe.
Quando Homer tinha apenas sete anos de idade, seu pai Adolphe morreu. Um ano depois, em 1871, sua mãe Rosa, uma costureira, se casou com Victor M. Dupart, um funcionário dos Correios que complementava sua renda trabalhando como sapateiro. Dupart foi um dos signatários do Movimento de Unificação de 1873 — uma tentativa de estabelecer os princípios de igualdade em Louisiana. Plessy também se tornaria um sapateiro. Durante a década de 1880, ele trabalhou na empresa de Patricio Brito na Dumaine Street, no bairro de Vieux Carré. Arquivos dos diretórios da cidade de Nova Orleans de 1886 a 1924 indicam Plessy como sendo sapateiro, trabalhador braçal, escriturário e corretor de seguros.
Em 1887, Plessy se tornou vice-presidente do Clube de Justiça, Proteção e Educação, grupo dedicado à reforma do ensino público em Nova Orleans. No ano seguinte, aos 25 anos de idade, ele se casou com Louise Bordenave, de 19 anos, tendo seu patrão, Patricio Brito, como testemunha. Em 1889, o casal Plessy se mudou para o número 1108 da North Claiborne Avenue no bairro de Faubourg Tremé. Homer Plessy se registrou para votar no terceiro precinto do sexto distrito eleitoral. Em 1892, aos 30 anos de idade, ele se juntou ao Comitê dos Cidadãos (Comité des citoyens). Plessy era mais novo que a maioria dos membros do grupo e não possuía a mesma história política, literária, empresarial ou acadêmica que eles. Entretanto, foi de vital importância para a causa deles, por ser branco o suficiente para ter acesso ao vagão de primeira classe e por ser negro o suficente para ser preso por causa disso.

## Plessy v. Ferguson
O Comitê dos Cidadãos (Comité des citoyens) era um grupo defensor dos direitos civis formado por afro-americanos, brancos e creoles. O Comitê se opunha vigorosamente à Lei de Vagões Separados (Separate Car Act) de 1890 e outras leis segregacionistas. O advogado do grupo era Albion Winegar Tourgée, um nova-iorquino branco que já havia lutado pelos direitos dos cidadãos afro-americanos.
Em 1892, o grupo pediu a Plessy que violasse a Lei dos Vagões Separados, que obrigava a empresa que controlava a estrada de ferro a separar os vagões de passageiros por raça. Em 7 de junho de 1892, Plessy — então com trinta anos de idade e com aparência física similar a de um homem branco — comprou um bilhete de primeira classe da East Louisiana Railroad com destino a Covington, atual sede da Paróquia de St. Tammany. Ele se sentou no vagão destinado a passageiros brancos. Quando o condutor apareceu para recolher seu bilhete, Plessy lhe disse que era apenas 7/8 branco e que havia se recusado a se sentar no vagão destinado para negros. Plessy foi imediatamente preso pelo detetive Chris C. Cain, colocado na cadeia da Paróquia de Orleans e libertado no dia seguinte após pagar uma fiança de 500 dólares.
O caso de Plessy foi ouvido pelo juiz John Howard Ferguson um mês após sua prisão. Tourgée argumentou que os direitos civis de Plessy, conforme garantidos pela décima terceira e décima quarta emendas, haviam sido violados. Ferguson recusou os argumentos de Plessy e determinou que o estado da Louisiana tinha poderes o suficiente para estabelecer regras regulamentando o negócio ferroviário dentro de suas fronteiras. A Suprema Corte do Estado de Louisiana reafirmou a sentença de Ferguson e se recusou a conceder uma nova audiência, mas permitiu um recurso de apelação.
Tal recurso foi aceito pela Suprema Corte dos Estados Unidos e, quatro anos mais tarde, em abril de 1896, os argumentos do caso Plessy v. Ferguson começaram a ser ouvidos. Tourgée novamente argumentou que o estado da Louisiana havia violado a décima terceira emenda, que concedeu liberdade aos escravos, e a décima quarta emenda, que afirmava que "nenhum Estado deve fazer ou aplicar qualquer lei que restrinja os privilégios ou as imunidades dos cidadãos dos Estados Unidos; nenhum estado também deve privar qualquer pessoa dos direitos à vida, liberdade e propriedade, sem o devido processo legal".
Em 18 de maio de 1896, o juiz Henry Billings Brown leu a opinião da maioria da Suprema Corte a favor do estado da Louisiana. O texto trouxe, em partes, o seguinte veredito: "O objeto da décima quarta emenda foi, sem dúvida, fazer valer a igualdade absoluta das duas raças perante a lei, mas, na natureza das coisas, não poderia ter sido destinada a abolir as distinções baseadas na cor ou fazer valer a igualdade social, diferente da política (...) Se as duas raças devem se encontrar em termos de igualdade social, deve ser pelo resultado do consentimento voluntário dos indivíduos".
A única opinião dissidente veio do juiz John Marshall Harlan, um republicano do estado do Kentucky. Em sua opinião dissidente, Harlan escreveu: "Eu sou da opinião de que a lei da Louisiana é incompatível com a liberdade pessoal dos cidadãos, brancos e negros, em que o estado é hostil tanto ao espírito quanto à letra da Constituição dos Estados Unidos".
A doutrina "separados, mas iguais" ganhou força pela decisão da Suprema Corte no caso, permanecendo válida até 1954, quando foi derrubada pela decisão da mesma Corte no caso Brown vs. Board of Education e sendo, mais tarde, banida completamente pela Lei dos Direitos Civis, sancionada pelo presidente Lyndon B. Johnson em 2 de julho de 1964. Apesar da ação movida por Plessy não envolver a segregação no sistema educacional, e sim no transporte público, o veredito da Suprema Corte formou a base legal para a divisão do sistema de ensino entre brancos e negros no Sul dos Estados Unidos pelos 58 anos seguintes.

## Vida após a ação
Após a decisão da Suprema Corte, Plessy voltou ao relativo anonimato do qual havia saído. Ele teve filhos, continuou a participar da vida religiosa e social de sua comunidade e, mais tarde, vendeu e recolheu seguros de vida para a Companhia Popular de Seguros de Vida. Plessy morreu em 1º de março de 1925, aos 62 anos de idade. Seu obituário dizia apenas o seguinte: "Homer Plessy - no domingo, 1º de março de 1925, às 05:10, amado marido de Louise Bordenave". Ele foi enterrado no túmulo da família Debergue-Blanco no St. Louis Cemetery.

## Homenagens
Em 12 de fevereiro de 2009, Homer Plessy foi honrado ao receber uma placa em sua homenagem na esquina da ruas Press e Royal, local onde foi preso em 1892.

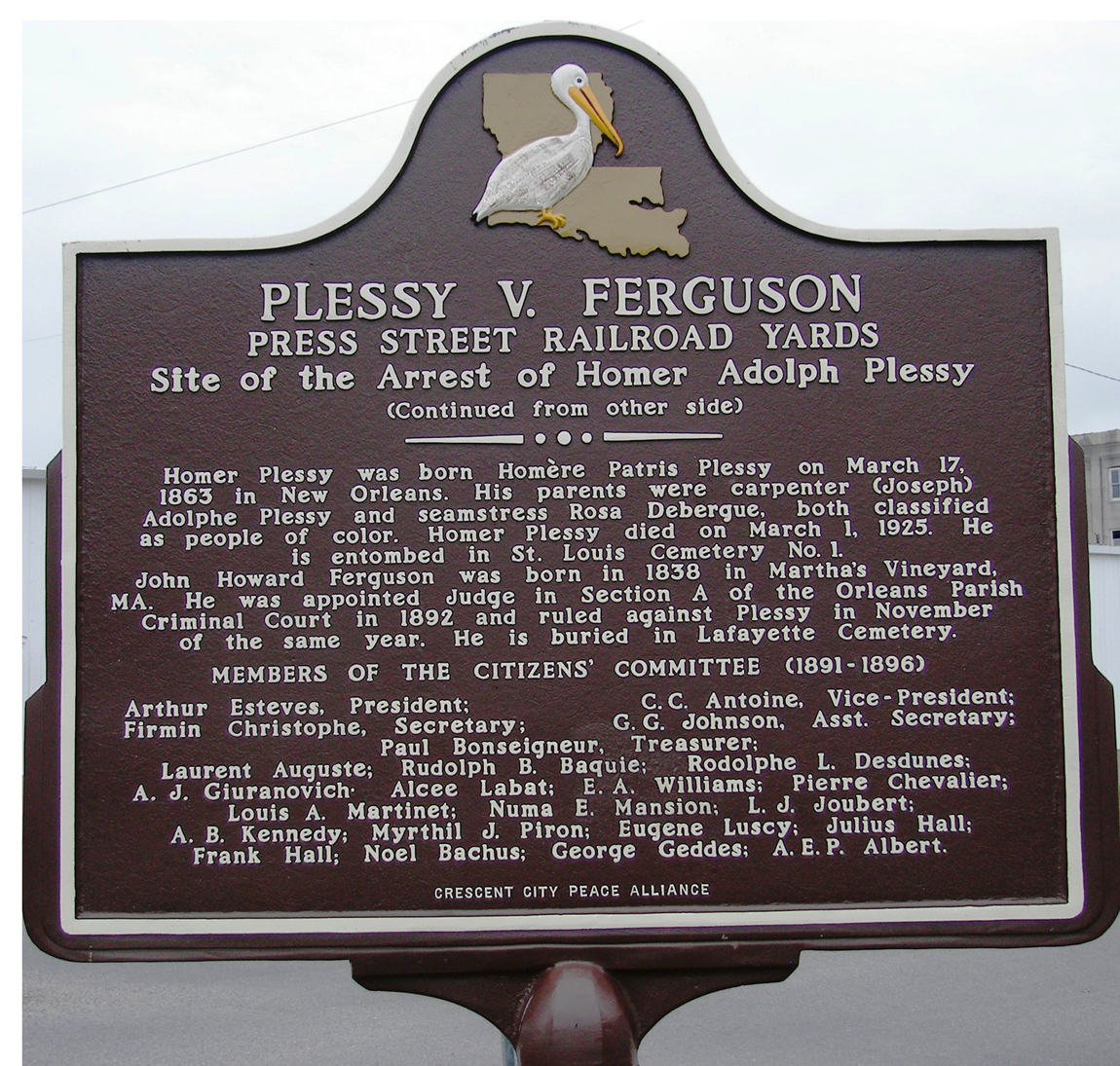
Verso da placa em homenagem a Homer Plessy.